# Megachile pilicrus
Megachile pilicrus är en biart som beskrevs av Morawitz 1877. Megachile pilicrus ingår i släktet tapetserarbin, och familjen buksamlarbin. Inga underarter finns listade i Catalogue of Life.